# Ефрем Галев
Ефрем Галев е български революционер, деец на Вътрешната македоно-одринска революционна организация.

## Биография
Ефрем Галев е роден в през 1873 година в Кавадарци, тогава в Османската империя. Работи като шивач и се присъединява към ВМОРО и е част от околийското ръководство на организацията. През септември 1901 година подсигурява защитата на Гоце Делчев при неговата обиколка в Тиквешко. Влиза в четата на Петър Юруков през 1902 година, с която участва в сраженията край Полошко, Куманичево, Галище, Гърбовец и Клиново. Загива на 7 юли 1903 година в битката при Раец.